# Qarācheh
Qarācheh (persiska: قراچه) är en ort i Iran.   Den ligger i provinsen Khorasan, i den nordöstra delen av landet, 600 km öster om huvudstaden Teheran. Qarācheh ligger 1 529 meter över havet och antalet invånare är 590.
Terrängen runt Qarācheh är huvudsakligen kuperad. Qarācheh ligger nere i en dal. Runt Qarācheh är det glesbefolkat, med 19 invånare per kvadratkilometer. Närmaste större samhälle är Rīvash, 6,8 km öster om Qarācheh. Trakten runt Qarācheh består i huvudsak av gräsmarker.